# Sy (Ardennes)
Sy település Franciaországban, Ardennes megyében. Lakosainak száma 56 fő (2022. január 1.). Sy Les Grandes-Armoises, Les Petites-Armoises, Brieulles-sur-Bar, Oches, Verrières és Tannay-le-Mont-Dieu községekkel határos.

## Népesség
A település népessége az elmúlt években az alábbi módon változott:
| Lakosok száma | 82   | 61   | 50   | 40   | 49   | 52   | 51   | 52   | 52   | 56   |
|               | 1968 | 1982 | 1990 | 2006 | 2013 | 2015 | 2017 | 2019 | 2020 | 2022 |